# Carlos Checa

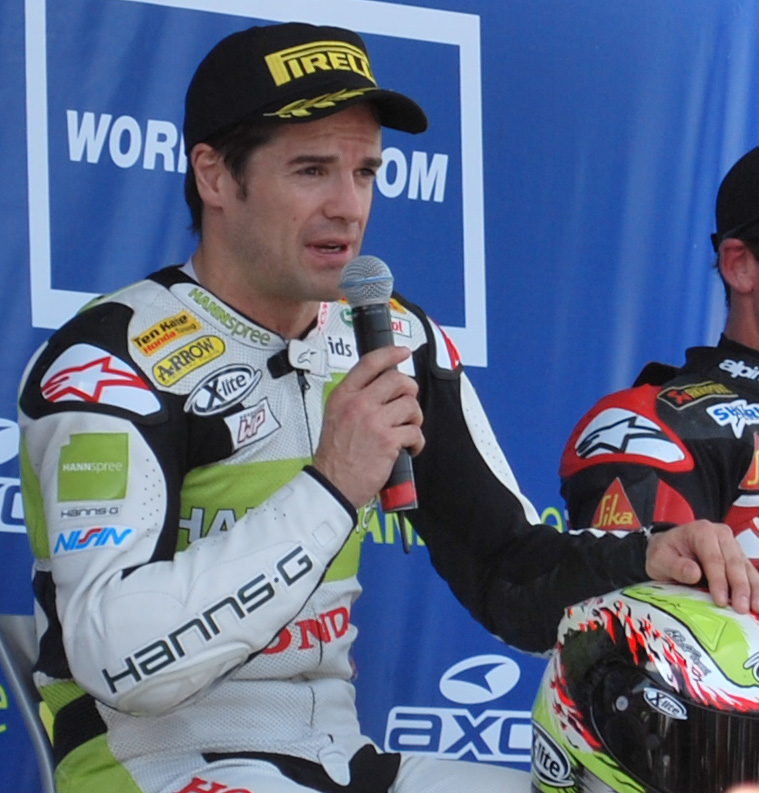
Carlos Checa v roce 2008

Carlos Checa (* 15. října 1972 v Barceloně) je španělský profesionální motocyklový závodník. Více než deset let závodil v mistrovství světa silničních motocyklů ve třídách do 500 cm³ a MotoGP. V roce 2008 pak přešel do seriálu MS superbiků, kde působí dodnes.

## Statistiky

### Mistrovství světa silničních motocyklů (MotoGP)
| Sezona | Třída   | Motocykl      | Tým           | Závod | Vítězství | Pódium | Pole position | Nejrychlejší kolo | Body | Umístění |
| ------ | ------- | ------------- | ------------- | ----- | --------- | ------ | ------------- | ----------------- | ---- | -------- |
| 1993   | 125 cm³ | Honda RS125   |               | 1     | 0         | 0      | 0             | 0                 | 9    | 27.      |
| 1993   | 250 cm³ | Honda RS250   |               | 6     | 0         | 0      | 0             | 0                 | 9    | 23.      |
| 1994   | 250 cm³ | Honda RS250   |               | 14    | 0         | 0      | 0             | 0                 | 54   | 12.      |
| 1995   | 250 cm³ | Honda NSR250  |               | 7     | 0         | 0      | 0             | 0                 | 45   | 13.      |
| 1995   | 500 cm³ | Honda NSR500  | Pons Racing   | 5     | 0         | 0      | 0             | 1                 | 26   | 16.      |
| 1996   | 500 cm³ | Honda NSR500  | Pons Racing   | 14    | 1         | 3      | 0             | 1                 | 124  | 8.       |
| 1997   | 500 cm³ | Honda NSR500  | Pons Racing   | 15    | 0         | 3      | 0             | 1                 | 119  | 8.       |
| 1998   | 500 cm³ | Honda NSR500  | Pons Racing   | 11    | 1         | 3      | 1             | 1                 | 139  | 4.       |
| 1999   | 500 cm³ | Yamaha YZR500 | Yamaha-YMR    | 16    | 0         | 1      | 0             | 0                 | 125  | 7.       |
| 2000   | 500 cm³ | Yamaha YZR500 | Yamaha-YMR    | 16    | 0         | 4      | 0             | 0                 | 155  | 6.       |
| 2001   | 500 cm³ | Yamaha YZR500 | Yamaha-YMR    | 15    | 0         | 3      | 0             | 0                 | 137  | 6.       |
| 2002   | MotoGP  | Yamaha YZR-M1 | Yamaha-YMR    | 16    | 0         | 4      | 1             | 1                 | 141  | 5.       |
| 2003   | MotoGP  | Yamaha YZR-M1 | Yamaha-YMR    | 16    | 0         | 0      | 0             | 0                 | 123  | 7.       |
| 2004   | MotoGP  | Yamaha YZR-M1 | Yamaha-YMR    | 16    | 0         | 1      | 1             | 0                 | 117  | 7.       |
| 2005   | MotoGP  | Ducati GP5    | Ducati Corse  | 17    | 0         | 2      | 0             | 0                 | 138  | 9.       |
| 2006   | MotoGP  | Yamaha YZR-M1 | Tech 3        | 17    | 0         | 0      | 0             | 0                 | 75   | 15.      |
| 2007   | MotoGP  | Honda RC212V  | Team LCR      | 18    | 0         | 0      | 0             | 0                 | 65   | 14.      |
| 2010   | MotoGP  | Ducati GP10   | Pramac Racing | 2     | 0         | 0      | 0             | 0                 | 1    | 21.      |
| Celkem |         |               |               | 222   | 2         | 24     | 3             | 5                 | 1602 |          |

### Mistrovství světa superbiků
| Sezona | Motocykl        | Tým             | Závod | Vítězství | Pódium | Pole position | Nejrychlejší kolo | Body   | Umístění |
| ------ | --------------- | --------------- | ----- | --------- | ------ | ------------- | ----------------- | ------ | -------- |
| 2008   | Honda CBR1000RR | Ten Kate Racing | 28    | 2         | 7      | 1             | 5                 | 313    | 4.       |
| 2009   | Honda CBR1000RR | Ten Kate Racing | 28    | 0         | 4      | 0             | 0                 | 209    | 7.       |
| 2010   | Ducati 1098R    | Althea Racing   | 26    | 3         | 8      | 1             | 7                 | 297    | 3.       |
| 2011   | Ducati 1098R    | Althea Racing   | 26    | 15        | 21     | 6             | 11 (10 ?)         | 505    | 1.       |
| 2012   | Ducati 1098R    | Althea Racing   | 27    | 4         | 9      | 1             | 8                 | 287,5  | 4.       |
| Celkem |                 |                 | 135   | 24        | 49     | 9             | 31                | 1611,5 |          |